# Эсты
Э́сты (эстии, от лат. Aestii) — балтийское племя, впервые описанное римским историком Тацитом в его трактате «Германия» (около 98 года н. э.).
Вслед за Тацитом, это название употреблялось в различных формах (помимо Aesti также Aestii, Astui, Aest, а затем Esti) на протяжении всего Раннего Средневековья для обозначения того же народа (населяющего окрестности устья Вислы). В эпоху Высокого Средневековья произошёл перенос этого этнонима на прибалтийско-финское население Ливонии, несмотря на то, что эти две географические области не являются непосредственно смежными, и между ними, соответственно, как и между населяющими их народами, крайне мало (если они вообще есть) прямых исторических связей.
В дальнейшем в западных (преимущественно латинских) источниках это название окончательно переносится на средневековое население современной Эстонии. В этом значении в древнерусских источниках ему может соответствовать экзоэтноним «чудь».

## Эстии у Тацита
Упоминания эстов у античных авторов столь кратки, что точно определить ареал их расселения не представляется возможным. Aestii вблизи Вислы (соседи видивариев) — народ, упомянутый Тацитом в трактате «О происхождении германцев и местоположении Германии»:

Что касается правого побережья Свебского моря, то здесь им омываются земли, на которых живут племена эстиев, обычаи и облик которых такие же, как у свебов, а язык — ближе к британскому. Эстии поклоняются праматери богов и как отличительный знак своего культа носят на себе изображения вепрей; они им заменяют оружие и оберегают чтящих богиню даже в гуще врагов. Меч у них — редкость; употребляют же они чаще всего дреколье. Хлеба и другие плоды земные выращивают они усерднее, чем принято у германцев с присущей им нерадивостью. Больше того, они обшаривают и море и на берегу, и на отмелях единственные из всех собирают янтарь, который сами они называют глезом. У них самих он никак не используется; собирают они его в натуральном виде, доставляют нашим купцам таким же необработанным и, к своему удивлению, получают за него цену.
Оригинальный текст (лат.)Ergo iam dextro Suebici maris litore Aestiorum gentes adluuntur, quibus ritus habitusque Sueborum, lingua Britannicae propior. Matrem deum venerantur. Insigne superstitionis formas aprorum gestant: id pro armis omniumque tutela securum deae cultorem etiam inter hostis praestat. Rarus ferri, frequens fustium usus. Frumenta ceterosque fructus patientius quam pro solita Germanorum inertia laborant. Sed et mare scrutantur, ac soli omnium sucinum, quod ipsi glesum vocant, inter vada atque in ipso litore legunt. ... Ipsis in nullo usu; rude legitur, informe profertur, pretiumque mirantes accipiunt.

Судя по данному описанию, эстии — одно из племён, занимавшихся сбором янтаря и его экспортом в Римскую империю по Янтарному пути. Тацит, однако, отличает эстиев от германцев и пишет, что их язык близок на слух к британскому (кельтскому) языку. Кроме того, археологи отмечают, что в I веке носители балтской культуры были оттеснены с побережья носителями провинциально-римской традиции. Приведённое Тацитом название янтаря на языке эстов, glesum (лат.), вероятно, германского происхождения (ср. гот. glas, англ. glass).

## Эстии в исторических источниках периода Раннего Средневековья
Нет оснований отождествлять с эстонцами тех эстиев, к которым обращался в 537 году с речью государственный деятель Остготского королевства Кассиодор, а также народ айстов (Hestii), упоминаемый Иорданом в качестве данников Германариха.

### Кассиодор
Мы сообщаем вам, что янтарь был принят с благодарностью… Ваши люди подробно доложили, как эта легчайшая субстанция приносится к вам морскими волнами, падающими на ваши берега. Но они также заявили, что вы не имеете представления о происхождении этого камня, который вы на вашей родине получаете прежде всех других людей. Мы знаем из сочинения некоего Корнелия, что на расположенных далеко в Океане островах из деревьев вытекает сок — отсюда и название «sucinum» — и постепенно застывает на жарком солнце. Таким образом, получается текучий металл, прозрачная мягкость, то краснеющая цветом шафрана, то наливающаяся огненной яркостью, чтобы затем, когда она будет смыта в сопредельное море, очистившись в сменяющих друг друга волнах, оказаться выброшенной на ваши берега. Мы сочли необходимым проинформировать вас об этом, чтобы вы не предполагали, что у нас отсутствуют знания о том, что вы считаете своим секретом.

### Иордан
На побережье океана, там, где через три гирла поглощаются воды реки Вистулы, живут видиварии, собравшиеся из различных племен; за ними берег океана держат эсты, вполне мирный народ.
…
Умом своим и доблестью он подчинил себе также племя эстов, которые населяют отдаленнейшее побережье Германского океана. Он властвовал, таким образом, над всеми племенами Скифии и Германии, как над собственностью.

### Альфред Великий
Она очень велика и там много городов и в каждом городе есть король, и там также очень много мёду и рыбной ловли. Король и богатые люди пьют кобылье молоко, а бедные и рабы пьют мёд. И много войн бывает у них; и не употребляется пиво среди эстиев, но мёду там достаточно.
И есть у эстиев обычай, что если там умрёт человек, он остаётся лежать внутри [дома] несожжённым у своих родственников и друзей в течение месяца, а, иногда, и двух; а короли и другие знатные люди — тем дольше, чем больше богатства, они имеют; и иногда они остаются несожжёнными в течение полугода и лежат поверх земли в своих домах. И всё время, пока тело находится внутри, там происходят пир и игра до того дня, пока они его не сожгут.
Затем в тот самый день, когда они его решают вынести к костру, они делят его имущество, которое остаётся после пира и игр, на пять или шесть [частей], иногда больше, в зависимости от размера имущества. Из него наибольшую часть они кладут примерно на расстоянии одной мили от города, затем другую, потом третью, пока не будет положено всё в пределах мили; и наименьшая часть должна находиться ближе всего к городу, в котором лежит мёртвый человек. Затем собираются все мужчины, имеющие наиболее быстрых лошадей в стране, примерно на расстоянии пяти или шести миль от того имущества.
Затем мчатся они все к имуществу; и тот человек, который имеет быстрейшую лошадь, приходит к первой и крупнейшей части, и так один за другим, пока всё не будет взято; и наименьшую долю берёт тот, кто достигает ближайшей к селению части имущества. И затем каждый едет своей дорогой с имуществом, и принадлежит оно им полностью; и потому там быстрые лошади чрезвычайно дороги. И когда его сокровища таким образом полностью розданы, тогда его выносят наружу и сжигают вместе с его оружием и одеждой

## Перенос этнонима на прибалтийско-финское население современной Эстонии
Унаследованный от латинских писателей античности и Раннего Средневековья этноним авторы Позднего Средневековья ошибочно (и широко) считали образованным от термина «восток», ост (отсюда и Эстланд — то есть «Восточная земля»). В дальнейшем понятие эсты сузилось, но с переносом его уже сугубо на эстонские племена (так называемые древние эсты).

### Адам Бременский
В XI веке Адам Бременский, ссылаясь на Эйнхарда (который в «Жизни Карла Великого» утверждает, что «славяне и aisti живут на берегах Восточного моря»), упоминает прибрежное племя как Haisti и, вероятно, сегодняшнюю Эстонию как Aestland.

### Генрих Латвийский
Эсты как народ финно-угорского происхождения (то есть предки сегодняшних эстонцев) описаны в ливонских хрониках XIII века, в частности, у Генриха Латвийского. В русских летописях они вместе с некоторыми другими западнофинскими племенами именуются чудью (отсюда и название Чудского озера), а позже чухонцами. Латыши называют эстонцев igauņi (по древней южноэстонской земле Уганди), финны — virolaiset (по северной земле Вирумаа).

### Закрепление перенесённого этнонима
Только с XVIII века название эсты стало употребляться в русском языке.
Сами же эстонцы долгое время называли себя maarahvas («народ земли»), а наименование eestlased («эсты»), хотя употреблялось уже в XVII — XVIII веках, общепринятым в эстонском языке стало лишь с середины XIX века, в период формирования эстонской гражданской нации.
Впервые в Эстонии новое название eesti rahvas «эстонский народ» вместо прежнего названия maarahvad «народ земли» ввёл (1857) учредитель газеты «Pärnu postimees» Й. В. Яннсен.